# 種まき権兵衛

種まき権兵衛の里の権兵衛像

種まき権兵衛（たねまきごんべえ）は、三重県北牟婁郡紀北町に伝わる民話。これをもとにした権兵衛の種まき（ごんべえのたねまき）は中部地方に伝わる民謡。またことわざのひとつでもある。
種まき権兵衛は上村権兵衛として実在した人物とされ、元文元年12月26日（1737年1月26日）に没し便ノ山の宝泉寺に葬られたといわれている。

## 民話
権兵衛は当地の武士の家に生まれたが、父の上村兵部の死後は武士の身分を捨て、父の望みであった農家となり荒地の開墾をはじめた。しかし、もともと武士であった権兵衛には何もかもが初めてのこと。慣れない手つきで見よう見まねの農作業は、種をまくそばからカラスに食べられてしまうほどで、近隣の農家の笑いものになっていた。それでもあきらめず懸命に農業を続けた権兵衛は、やがて村一番の農家になっていたという。
権兵衛は狩猟の腕にも秀でており、その評判は紀州藩主・徳川宗直の耳に届くほど。宗直の前で見事3発の弾を標的に命中。宗直が褒美に田を与えようとしたところ、権兵衛はこれを辞退し、代わりに村人の年貢を免じてもらって村人から喜ばれた。狩猟の腕に自信の権兵衛、馬越峠（まごせとうげ）に大蛇が出ると聞くと、大蛇を退治するべく猟銃を持って山に入った。見事大蛇を仕留めたものの、彼自身も大蛇の毒液を浴びてしまい、村人の介抱もむなしく1737年（元文元年）12月26日に死去した。

## 民謡
民話の一部、権兵衛の慣れない農業で種をカラスに食べられてしまう逸話をもとにした民謡である。もとになった民話よりも広範囲に伝わっており、中部地方各地で秋祭りの踊りとして使われている。民話は知らずとも民謡は知っているという人も多い。
藤原義江が「権兵衛が種まく」という題で歌っている。歌詞は「権兵衛が種まく/烏がほじくる/三度に一度は/追わずばなるまい/ズンベラ、ズンベラ ヨー」（1928年7月に発行されたビクター・レコードに収録。復刻盤：発売元・日本伝統文化振興財団、2009年）。その1930年前後は大正デモクラシーの民間文化運動・教育運動期の「赤い鳥」が生み出した童謡、里謡創作・発掘の時期であった。
本田善郎が収録した三重縣北牟婁郡海山町（現紀北町）民謡では「権兵衛が種まきゃ/烏がほぜくる/三度に一度は/追はずばなるまい/ズンベラ　ズンベラ/向うの小山の小松の小蔭で/十六島田が出て来て小招く/なにをか捨ておけ行かずばなるまい、ズンベラ」と記録されている（本田善郎・民謠収集旅行記録No.1/1957.2、飯塚恵理人ホームページ）
太平洋戦争後では、日本の合唱指導者が編著した合唱用楽譜や、手軽な歌集にも収録されていて、多くの合唱愛好者が歌ってきた。しかし原曲を「黒人霊歌」とする合唱曲は、藤原義江が歌った独唱曲の民謡的曲想もことばも違う。作詞は河原馨風となっていて、歌いだしは「ごんべが、たねまく、パラパラ、からすが、あとから、ほじくる」となっていて替え歌である（『グリークラブ・アルバム 1』（旧版）カワイ出版、編著者：福永陽一郎／北村協一、初版：1959年。作曲者：スピリチュアルズ[黒人霊歌]、作詞者：作者不詳、新第1刷・1974年、黒人霊歌・河原馨風 作詞。『楽しく歌いましょう（歌集）（レクリエーションソングと愛唱歌）』野ばら社、作曲者：黒人霊歌、作詞者：河原馨風）

## ことわざ
「権兵衛が種まきゃカラスがほじくる」 - （まいた種をカラスに食べられてしまうことから）努力が実らないこと、無駄なことの意。
鶴屋南北作『東海道四谷怪談』三幕目で、出世の種である高師直のお墨付きを所持する民谷伊右衛門に向かって、弱味を握る直助権兵衛がその書き付けを欲しがって吐くセリフに、「たねをまくなら権兵衛が、ほぢくり出してもからんで行やす」というのがある。

## 種まき権兵衛の里
権兵衛の遺徳を偲ぶ施設として種まき権兵衛の里が紀北町便ノ山に整備されている。